# Chasseurs à cheval de la Jeune Garde
Vous lisez un « bon article » labellisé en 2014.  Il fait partie d'un « bon thème ».
Pour un article plus général, voir Cavalerie de la Garde impériale (Premier Empire).
Les chasseurs à cheval de la Jeune Garde, créés officiellement en 1815 sous le nom de 2e régiment de chasseurs à cheval de la Garde impériale et surnommés les hussards-éclaireurs, sont une unité de cavalerie légère de la Garde impériale, formée par Napoléon Ier et en service dans l'armée française de 1813 à 1814, ainsi que pendant les Cent-Jours.
Le décret du 6 mars 1813 donne aux 6e, 7e, 8e et 9e escadrons des chasseurs à cheval de la Garde la dénomination de « seconds chasseurs ». Le 17 mars, ces escadrons prennent officiellement le nom de chasseurs à cheval de la Jeune Garde. Ils participent à la campagne d'Allemagne de 1813 avec la Vieille Garde, puis sont détachés en 1814 à l'armée du Nord commandée par le général Nicolas-Joseph Maison. Les escadrons sont dissous lors de la Première Restauration, les hommes étant pour la plupart replacés dans la cavalerie de la ligne.
Sous les Cent-Jours, les escadrons de Jeune Garde sont rappelés et forment le 2e régiment de chasseurs à cheval de la Garde impériale. Manquant d'hommes et surtout de chevaux, l'unité reste à Chantilly et ne participe pas à la bataille de Waterloo. Les chasseurs à cheval de la Jeune Garde sont définitivement dissous le 26 octobre 1815, après l'abdication de Napoléon et le retour des Bourbons.

## Organisation

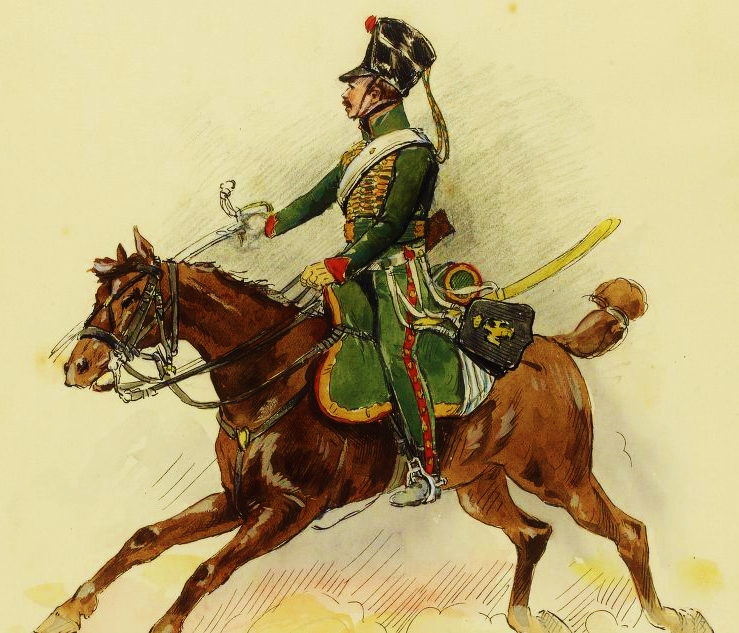
Chasseur à cheval de la Jeune Garde (1813), avec le shako cylindrique. Illustration d'Ernest Fort, établie d'après les archives du ministère de la Guerre.

### 1813-1814
Par décret du 6 mars 1813, le régiment des chasseurs à cheval de la Garde impériale est porté de cinq à neuf escadrons de 250 hommes chacun, les 1er, 2e, 3e, 4e et 5e conservant seuls la dénomination de Vieille Garde. Le recrutement des 6e, 7e, 8e et 9e escadrons, désignés comme « seconds chasseurs », s'effectue au sein des conscrits et parmi les cavaliers fournis par les départements. La paye est celle de la cavalerie de la ligne, mais avec le supplément octroyé aux troupes de la garnison de Paris.
Le statut de ces quatre escadrons est régularisé par un décret du 17 mars, qui crée la cavalerie de la Jeune Garde, et qui indique que « les nouveaux escadrons créés dans les régiments de cavalerie de notre Garde par les décrets des 18 et 23 janvier, et 6 mars sont de Jeune Garde ». Ils prennent alors le titre officiel de chasseurs à cheval de la Jeune Garde. À la création des éclaireurs de la Garde impériale en décembre 1813, ils adoptent néanmoins de manière irrégulière le surnom d'« hussards-éclaireurs de la Jeune Garde », aucune de ces nouvelles unités n'ayant été rattachée aux chasseurs à cheval de la Garde. Le commandement du corps est confié au colonel-major Charles-Claude Meuziau.
Lors de la Première Restauration, par ordonnance du 12 mai 1814 qui réorganise les corps de l'armée française, les chasseurs à cheval de la Jeune Garde sont versés pour la plupart dans la cavalerie de la ligne, dans les 2e, 3e et 7e chasseurs à cheval.

### 1815

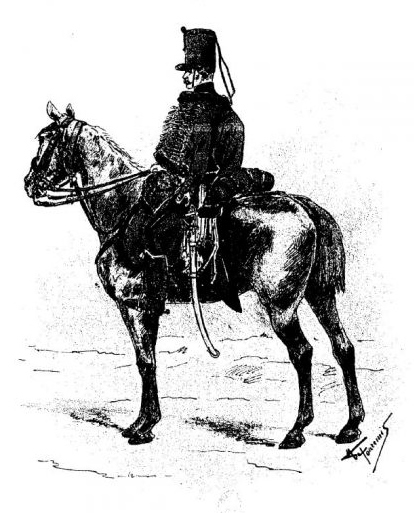
Chasseur à cheval de la Jeune Garde, 1815. La culotte est à la hongroise, mais d'après Bernardin, le pantalon en toile gris lui a été substitué pendant les Cent-Jours. Illustration de Marcel de Fonrémis.

Sous les Cent-Jours, Napoléon rétablit la Garde impériale et ordonne la formation d'un régiment de cavalerie de la Jeune Garde. Ce dernier est officiellement créé par décret du 15 mai 1815, avec un effectif théorique de 49 officiers et 1 008 soldats. Le recrutement s'effectue à partir des quatre escadrons de chasseurs à cheval de la Jeune Garde précédemment dissous, de cavaliers de la ligne justifiant de quatre ans de services, et parmi les quatre régiments de la cavalerie de la Garde, en particulier chez les chasseurs qui fournissent 438 cavaliers.
L'Empereur tergiverse néanmoins sur l'appellation de l'unité, car il hésite entre les termes de « lanciers » et de « hussards ». Le 26 mai, il se décide finalement pour les chasseurs à cheval. Ce régiment est attaché aux chasseurs à cheval de la Vieille Garde et son organisation est supervisé par le conseil d'administration de ceux-ci. Le 27 mai, l'unité prend officiellement le nom de « 2e régiment de chasseurs à cheval de la Jeune Garde », et ajoute à cette dénomination son ancien surnom de « hussards-éclaireurs de la Jeune Garde ». Henry Lachouque affirme que la création du 2e chasseurs a été motivée par le « souvenir du régiment d'Éclaireurs attachés aux Chasseurs, et dont la conduite en 1814 avait été fort brillante ». Un état de situation du 29 juin 1815 indique un effectif de 36 officiers et 657 cavaliers.
Le régiment est définitivement dissous entre le 8 octobre et le 8 novembre 1815, après la chute de Napoléon et le retour des Bourbons. L'état-major et le 1er escadron sont licenciés à La Châtre le 16 octobre ; le 2e escadron à Moulins le 8 octobre, et ses chevaux sont remis au 4e régiment de hussards ; le 3e escadron à Bourges le 8 novembre ; et enfin le 4e escadron à Clermont-Ferrand, le 19 octobre, ce dernier ayant contraint en cours de route le sous-préfet de Montluçon à payer les arriérés de deux mois de solde. Le 4 décembre 1815, le procès-verbal de clôture de licenciement du régiment est établi à Bourges.

## Campagnes militaires
En 1813, pendant la campagne d'Allemagne, les escadrons des chasseurs à cheval de la Vieille Garde et de la Jeune Garde combattent côte à côte. En décembre 1813, le général Lefebvre-Desnouettes est envoyé en Hollande avec les chasseurs à cheval de la Jeune Garde, afin de reprendre aux Alliés la ville de Bréda et couvrir Anvers. La disproportion des forces l'oblige toutefois le 23 décembre à se retirer sur cette dernière ville. À partir de cette date, la 15e compagnie du 6e escadron, les 7e, 8e et 9e escadrons ainsi que la compagnie de mamelouks de la Jeune Garde restent en Belgique, au sein de l'armée du général Nicolas-Joseph Maison. Ils y font toute la campagne de France, sous le commandement du colonel Charles-Claude Meuziau. Au 1er janvier 1814, les états de situation des escadrons de Jeune Garde donnent un effectif de 54 officiers, 1 140 cavaliers et 1 251 chevaux.
Au sein de l'armée d'Anvers, les chasseurs de Meuziau effectuent essentiellement des missions de reconnaissance. Le 2 janvier 1814, le sous-lieutenant Desfossés, à la tête de 48 hommes, charge une troupe de 500 cavaliers adverses et la disperse. Seul un brigadier est blessé, et 24 soldats du régiment, faits prisonniers la veille, sont délivrés. Le 31 mars, les escadrons de Jeune Garde chargent de nouveau à la bataille de Courtrai, perdant cinq tués et deux officiers blessés. Au 16 avril, il n'y a plus dans les rangs que 30 officiers, 660 cavaliers et 679 chevaux ; une centaine d'hommes sont hospitalisés et 34 autres sont prisonniers.
Au début de la campagne de Belgique de 1815, le 2e régiment de chasseurs à cheval est à peine organisé. Il manque à l'effectif 451 officiers, sous-officiers et chasseurs, ainsi que 935 chevaux sur 968. De fait, l'unité ne quitte pas les environs de Chantilly, où se situe sa garnison.

## Chefs de corps

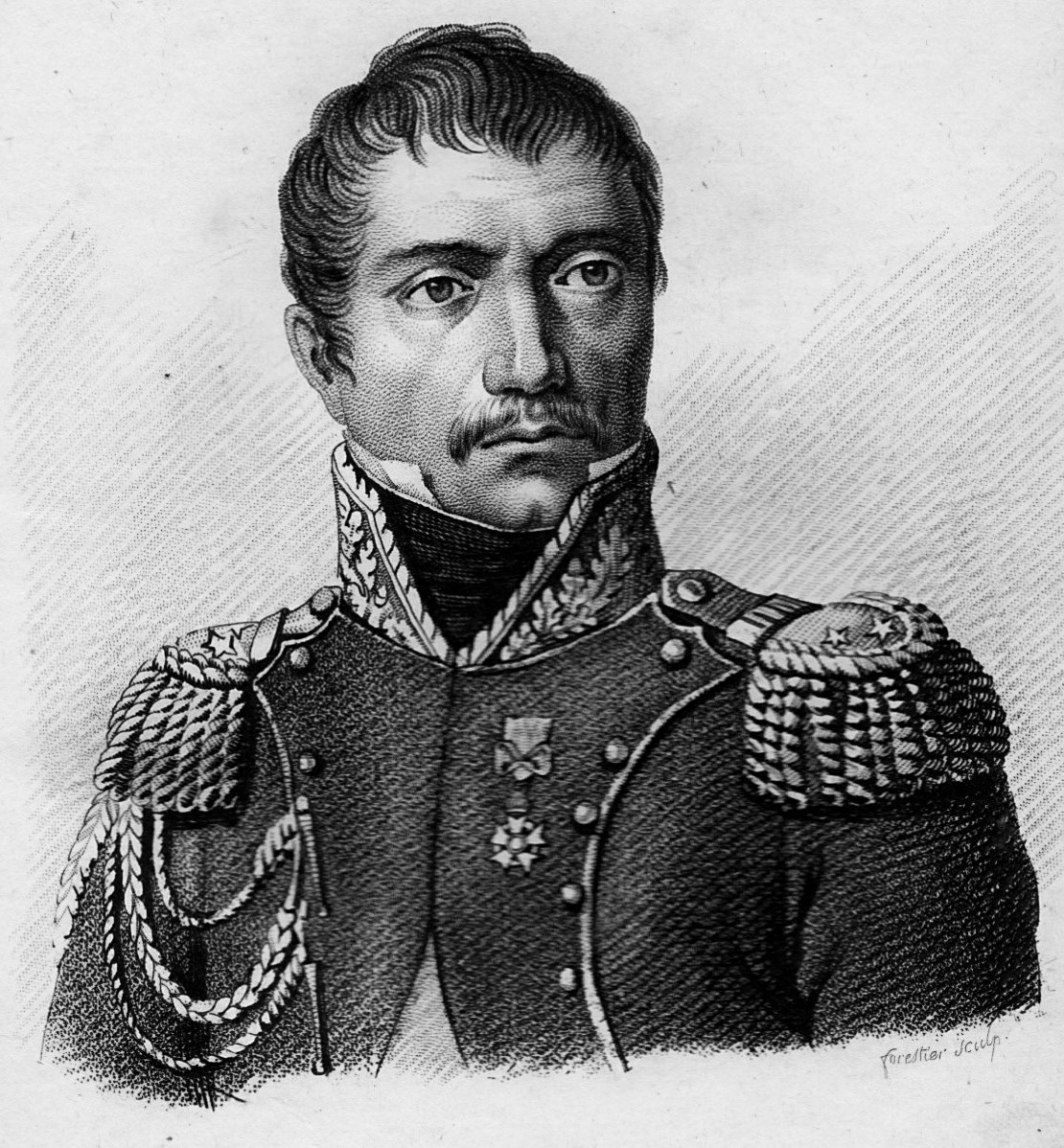
Le général Eugène Merlin, commandant le 2e régiment de chasseurs à cheval de la Garde pendant les Cent-Jours. Gravure de 1818.

Le premier commandant du régiment est le général Charles-Claude Meuziau, qui en prend la tête en tant que colonel-major. Ce dernier effectue la campagne d'Allemagne en 1813, puis passe en 1814 dans l'armée du Nord commandé par le général Maison, qui opère alors en Belgique. Il y combat avec son unité jusqu'à la fin de la campagne de France.
En 1815, pendant les Cent-Jours, le général Eugène Antoine François Merlin est désigné comme chef de corps du 2e régiment de chasseurs à cheval nouvellement reformé, avec le grade de colonel-major. Il est secondé par les chefs d'escadron Assant, Jacobi, Chazanges et Cardon, les adjudants-majors Prégu et Beller, l'officier payeur Duclos, le chirurgien-major Garnier et le major Thomassini.

## Uniformes
L'uniforme des chasseurs à cheval de la Jeune Garde, en 1813 et 1814, se rapproche de celui porté par les escadrons de la Vieille Garde, la différence essentielle résidant pour les premiers par le port du shako.
Recréé en 1815 pendant les Cent-Jours, le 2e régiment de chasseurs à cheval de la Jeune Garde voit son projet d'uniforme, proposé par le général Lefebvre-Desnouettes, adopté par l'Empereur le 26 mai 1815. Le lendemain, Lefebvre-Desnouettes rédige l'ordre qui prescrit la tenue à donner aux officiers et à la troupe.

### Troupe

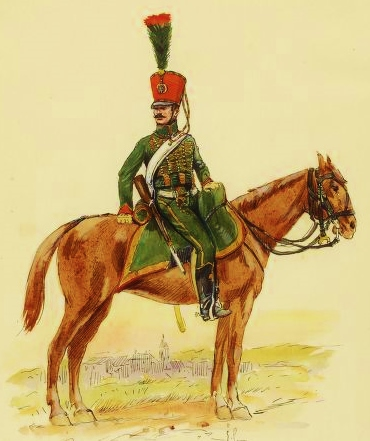
Chasseur à cheval de la Jeune Garde (1813-1814). Illustration d'Ernest Fort, établie d'après les archives du ministère de la Guerre.

#### 1813-1814
Le régiment se distingue par le port du shako, distribué à 1 703 exemplaires au cours de l'année 1813. Cette coiffure est surmontée par un plumet ou un pompon, mais sa forme est sujette à débats. La première est celle du shako tronconique, représenté notamment sur un portrait du lieutenant de Girardin, du 2e chasseurs, et proche de celui des gardes d'honneur. La seconde est celle du shako cylindrique, dont l'existence paraît être confirmée par la liste des effets de magasin et par le procès-verbal du licenciement de l'unité. Le commandant Bucquoy remarque que les deux possibilités sont aussi valables l'une que l'autre, en indiquant que le shako tronconique a pu être porté en 1813 pendant la campagne d'Allemagne, et que le shako cylindrique, « du modèle de ceux que recevaient par exemple au même moment le deuxième régiment d'Éclaireurs », a pu être distribué lorsque les chasseurs à cheval sont partis pour la Belgique, au début de l'année 1814.
Le reste de la tenue comprend un dolman vert ainsi qu'un gilet uni de même couleur. Le pantalon vert est à la hongroise pour la grande tenue, avec nœuds et bande orange. En campagne, les nœuds hongrois disparaissent.

#### 1815

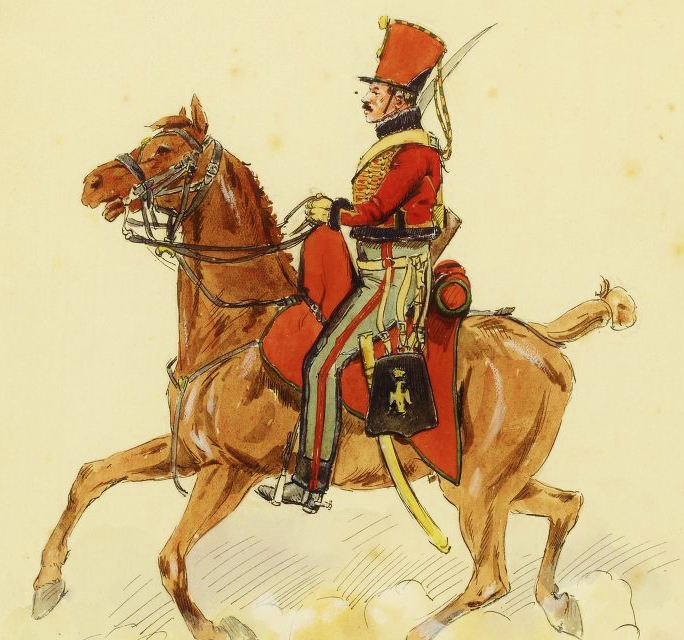
Chasseur à cheval de la Jeune Garde (1815). Illustration d'Ernest Fort, établie d'après les archives du ministère de la Guerre.

D'après l'ordre du 27 mai 1815, le shako est « rouge garance avec double visière, cordon vert et garance. ». Le commandant Bucquoy précise qu'il s'agit d'un shako cylindrique, avec cordons et raquettes, mais ajoute que l'emplacement et même l'existence de ces derniers pour l'uniforme de la troupe n'est pas certain. Le shako des chasseurs à cheval de la Jeune Garde, d'après un dessin du général Vanson, est rouge carmin, avec un galon vert et jaune et un pompon ovale de mêmes couleurs. Bucquoy s'interroge néanmoins : « s'agit-il du schako de la troupe, d'un schako de sous-officier, ou d'un schako de trompette ? Nous n'en savons rien ». En plus du shako, les cavaliers disposent également d'un bonnet de police vert, avec galons rouge et jaune et passepoil jaune.
En théorie, la pelisse est garance avec tresses jaunes et bordée de fourrure noire. En fait, ce sont les pelisses originellement destinées aux chasseurs à cheval de la Vieille Garde qui sont finalement envoyées à Chantilly pour habiller le 2e régiment. Le dolman est en drap vert, ainsi que le collet, avec tresses jaunes et parements de couleur garance. Toutefois, le collectionneur Léonce Bernardin, dans un article paru dans le Carnet de la Sabretache de 1925, affirme que seul le dolman bleu ciel du trompette-major a été confectionné. Il ajoute qu'aucune des ceintures verte et garance n'a été distribuée au régiment. Les vestes d'écuries, à 18 boutons, sont vertes avec parements garance et décorées de tresses en laine jaune. Le manteau, doté de manches, est également vert. Le pantalon à la hongroise, pour la grande tenue, est garance avec tresses et nœuds jaunes, et le pantalon dit « de cheval » est vert à double bande garance. Bernardin précise à ce sujet que la culotte hongroise n'a pas été fabriquée et que le pantalon de cheval, au lieu d'être vert, a été confectionné en drap gris. Les bottes sont à la hussarde, et équipées d'éperons en fer.

### Trompettes

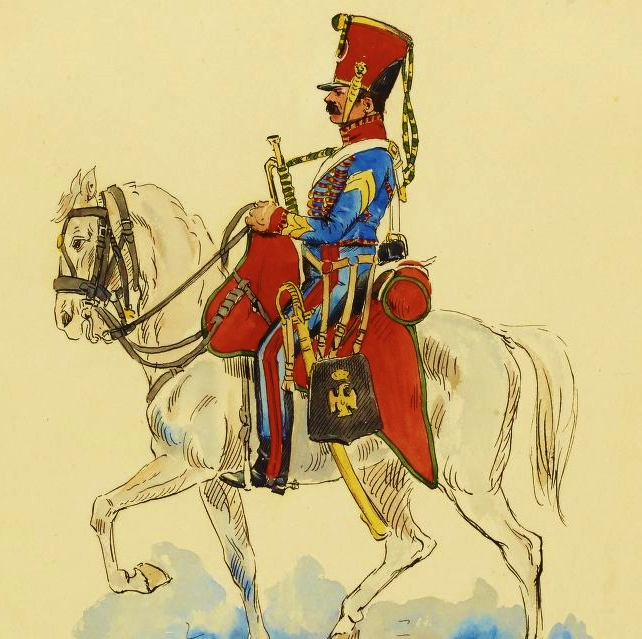
Trompette-major des chasseurs à cheval de la Jeune Garde (1815). Illustration d'Ernest Fort, établie d'après les archives du ministère de la Guerre.

À propos des trompettes du régiment en 1815, Léonce Bernardin écrit qu'ils « eurent la pelisse cramoisie, le pantalon bleu de ciel, ainsi que le bonnet de police ». Cet uniforme, reproduit par Ernest Fort, comprend en détail un shako garance, avec pompon et cordon vert et jaune, une pelisse cramoisie avec tresses et galons jaunes bordée de fourrure noire, et un pantalon bleu ciel avec une double bande garance. Le trompette en grande tenue donné par les collections alsaciennes arbore un shako garance surmonté d'un pompon blanc, ainsi qu'un dolman bleu ciel à collet vert et à tresses blanches. La pelisse est identique au dolman, la ceinture est verte et garance et le pantalon garance avec des nœuds hongrois orange. Le commandant Bucquoy note toutefois qu'il a « peu de confiance en son exactitude. Le col vert du dolman et la pelisse bleue me semblent impossibles ».
La tenue du trompette-major en 1815 est donnée par une illustration d'Ernest Fort, à partir des archives du ministère de la Guerre. Le shako et le pantalon sont les mêmes que ceux des trompettes, le collet est garance avec un galon jaune et garance. Son dolman, le seul fabriqué en 1815 ainsi que le note Léonce Bernardin, est en drap bleu ciel avec distinctions écarlates.

### Officiers et sous-officiers

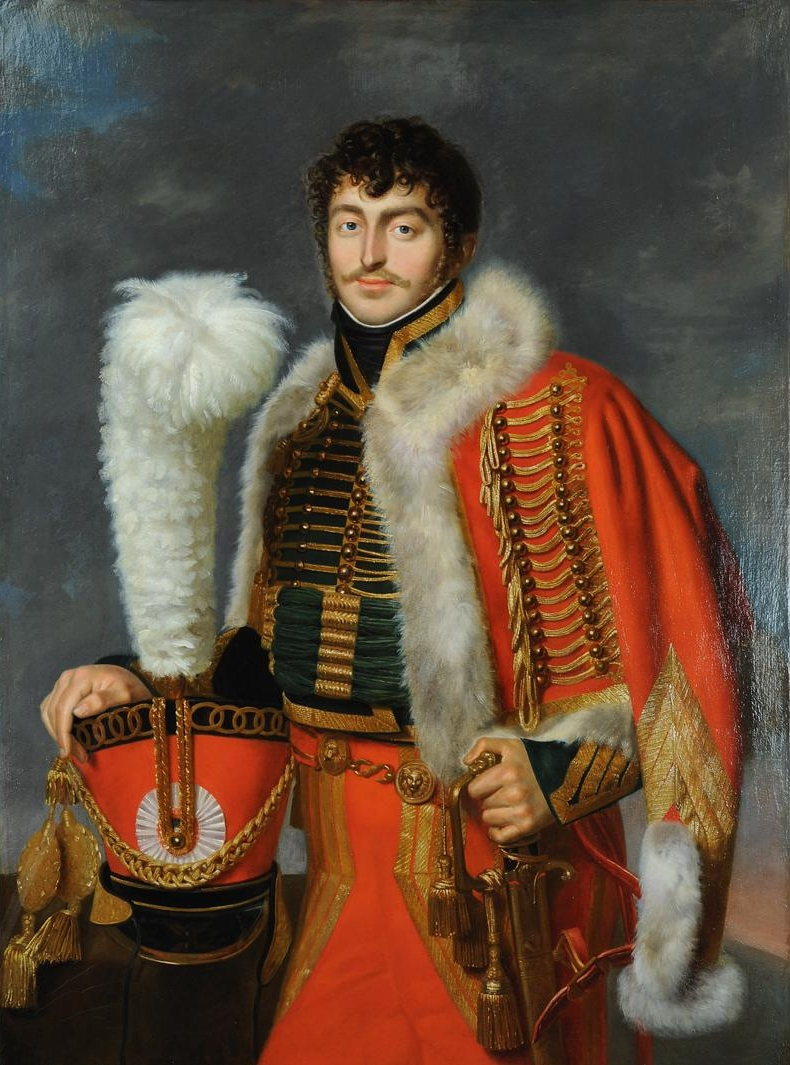
Portrait de Jacques de Trobriant, chef d'escadron des chasseurs à cheval de la Jeune Garde. Huile sur toile anonyme, XIXe siècle.

#### 1813-1814
Durant cette période, les officiers et sous-officiers des chasseurs à cheval de la Jeune Garde, qui ont conservé le rang de Vieille Garde, en portent l'uniforme. Cet état de faits est confirmé par le capitaine Parquin dans ses Souvenirs, ainsi que par le portrait du lieutenant de Girardin et par une planche du recueil dit « du bourgeois de Magdebourg », illustrant un brigadier.

#### 1815
L'ordre du 27 mai 1815 prescrit pour les officiers une pelisse garance, avec tresses et galons dorés et bordée d'une fourrure en astrakan noir. Le dolman est en drap vert avec parements garance et tresses en or, et le pantalon est de couleur garance à double bande verte, sans boutons. La ceinture est décrite comme devant être en « tresses mélangées de garance et vert ; olives en or », mais le commandant Bucquoy remarque qu'il n'en a jamais vu aucune représentation. Le shako ressemble à celui de la troupe, à l'exception du pompon et du cordon dorés. Le pantalon à la hongroise est garance, avec galons et bande en or.
Les petites tenues comprennent deux costumes. Le premier, dit « veste de manège », arbore une coupe typiquement polonaise, avec une confederatka (bonnet plat en fourrure surmonté d'un pavillon de chapska) garance à galon jaune, et une veste verte à basques, avec passepoil, retroussis et pattes de parements garance. Le pantalon est garance à double bande verte. Le second, se rapprochant plus de l'uniforme habituel des chasseurs de la Jeune Garde, comporte le shako garance habituel à pompon doré, complété par un manteau vert à pans amples, descendant jusqu'après les genoux et arborant un collet et des parements garance. Le pantalon est identique à la première tenue.

## Équipement et harnachement
De 1813 à 1814, les buffleteries sont blanches pour la troupe, avec une giberne et une sabretache en cuir noires en tenue de campagne. En grande tenue, la sabretache est en drap vert galonné d'aurore, avec au centre un blason représentant une aigle couronné. Le procès-verbal du licenciement de l'unité indique la présence d'une chabraque en drap rouge pour la troupe, mais le commandant Bucquoy note que « nous ignorons si elle fut dans la réalité bordée d'un galon aurore […] ou du galon vert que porte celle […] du chasseur Merme ».
En 1815, les buffleteries de l'uniforme de la troupe sont jaunes et la sabretache est en cuir noir. « Ceci doit-il empêcher la plaque à l'aigle ? » s'interroge le commandant Bucquoy qui précise ne pas avoir la réponse à cette question. La selle de cuir est du même modèle que celle des chevau-légers lanciers de la ligne. Elle est recouverte d'une chabraque garance passepoilée de vert, avec une peau de mouton noire sur le siège. Bucquoy remarque néanmoins qu'une chabraque avec un seul passepoil est impossible, et en conclut qu'il y a soit omission d'un galon aurore, soit un lapsus avec le mot « galon » au lieu de « passepoil ».
Chez les officiers, la giberne est en cuir verni avec décorations dorées, et la sabretache est en cuir bouilli sans ornements. La chabraque est identique à celle de la troupe, mais les officiers supérieurs disposent également d'une chabraque en peau de panthère, spécifique aux officiers de la Vieille Garde.

## Étendards
Le 1er juin 1815, le 2e régiment de chasseurs à cheval de la Jeune Garde se voit attribuer une aigle par Napoléon. Cette aigle, du même modèle que ceux des autres régiments de la cavalerie de la Garde, reste avec le régiment à Chantilly et ne fait pas la campagne de Belgique. La défaite de Waterloo et l'abdication de Napoléon entraînent la dissolution du corps, et l'aigle, déposée à Bourges le 27 août, y est détruite le 22 octobre.